# Supercopa do Brasil 2021 (calcio a 5)
La Supercopa do Brasil 2021 è stata la 6ª edizione del torneo. La competizione si è giocata dal 25 al 28 febbraio 2021.

## Squadre partecipanti
| Squadre       | Qualificazione                      |
| ------------- | ----------------------------------- |
| BF Magnus     | Vincitore della LNF 2020            |
| Minas         | Vincitore della Taça Brasil 2020    |
| Dois Vizinhos | Vincitore della Copa do Brasil 2020 |

## Risultati

### Fase a girone
| Squadra       | P.ti | G | V | N | P | GF | GS | DR |
| ------------- | ---- | - | - | - | - | -- | -- | -- |
| BF Magnus     | 6    | 2 | 2 | 0 | 0 | 10 | 4  | +6 |
| Minas         | 3    | 2 | 1 | 0 | 1 | 5  | 8  | -3 |
| Dois Vizinhos | 0    | 2 | 0 | 0 | 2 | 2  | 5  | -3 |

| Squadra 1   | Risultato   | Squadra 2     |
| 1ª giornata | 1ª giornata | 1ª giornata   |
| ----------- | ----------- | ------------- |
| BF Magnus   | 3 - 1       | Dois Vizinhos |
| 2ª giornata |             |               |
| BF Magnus   | 7 - 3       | Minas         |
| 3ª giornata |             |               |
| Minas       | 2 - 1       | Dois Vizinhos |

### Finale
| Sorocaba 28 febbraio 2020, ore 11:00 | BF Magnus | 5 – 1 (3-0) referto | Minas | Arena Sorocaba |